# Raj (obraz Jacopa Tintoretta)
Raj (wł. Paradiso) – obraz włoskiego malarza Jacopa Tintoretta.

## Opis obrazu
Jest to największy obraz Tintoretta jaki namalował. Po pożarze sali w 1577 roku, gdy spłonęły wszystkie dzieła sztuki i cenne meble gromadzone od XIV wieku, postanowiono zrekonstruować salę. Pod rzeźbionym stropem wykonanym na podstawie projektu Cristofora Sortego, na ścianach przedstawiono wizerunki 76 pierwszych dożów Wenecji, a na suficie nad portretami umieszczono ich herby. Pozostała część sufitowa została zapełniona 35 malowidłami sławiącymi państwo weneckie, przy czym dzieła boczne przedstawiają czyny wenecjan a środkowe ich rezultaty. Na ścianie, pomiędzy dwoma wyjściami, nad podwyższeniem został umieszczony obraz Tintoretta. Wcześniej w tym samym miejscu znajdował się obraz XIV wiecznego malarza padewskiego Guarinta pt. Koronacja Marii. Być może nawiązując do niego Tintoretto za punkt kulminacyjny obrał koronację Madonny. Przedstawiona w łunie światła bijącego od aureoli jej i Chrystusa, jest otoczona świętymi i błogosławionymi. Liczba postaci odbiega od dotychczasowej tradycji przedstawiania motywu koronacji, gdy Marii towarzyszyło zaledwie kilku świętych. Koliste przedstawienia takiej liczby świętych powoduje dodatkowo wrażenie „wciągania” widza w przedstawione wydarzenie, narzucając mu koncentrację na centralny punkt obrazu. Wrażenie to potęgują dynamiczne ruchy postaci oraz specjalne rozłożenie światłocienia nadający obrazowi efekt głębi perspektywy.